# 1633
Cette page concerne l'année 1633  du calendrier grégorien.
L'année 1633 est une année commune qui commence un samedi.

## Événements
- 1er mars : Samuel de Champlain réclame son poste de gouverneur de la Nouvelle-France au nom de Richelieu[1].
- 23 mars : Samuel de Champlain part de Dieppe avec trois navires et 200 colons pour la Nouvelle-France[2].
- 22 mai : retour de Champlain à Québec[2].
- 24 juin : la Compagnie normande (ou compagnie Rozée) obtient le monopole de la traite pour dix ans au Cap Vert, au Sénégal et en Gambie, puis celui de la Guinée le 14 janvier 1634[3].
- Juin : la Compagnie anglaise des Indes orientales élargit sa sphère d’influence en Orissa avec la création d’un établissement à Balasore[4].
- 14 septembre : le sultan Agung du royaume de Mataram à Java élève le prince Singaperbangsa à la dignité d'adipati avec le titre de Kertabumi IV, créant ainsi le kabupaten de Karawang à Java occidental[5].
- Septembre : ordonnance du sultan ottoman Murat IV interdisant les cafés publics, suivie d'une autre ordonnance proscrivant la consommation de tabac sous peine de mort[6].
- À la suite de querelles doctrinales entre coptes orthodoxes et Jésuites portugais catholiques, les Portugais sont expulsés d’Éthiopie[7].
- La Compagnie néerlandaise des Indes occidentales s'empare de l'île d'Arguin (fin en 1678)[8].
- Création de la Compagnie de Rouen pour la colonisation de la Guyane[9].
- Le jésuite portugais Cristóvão Ferreira, soumis à la torture au Japon, abjure sa foi catholique[10].

### Europe
- 13 janvier : Axel Oxenstierna est désigné par la Diète suédoise comme messager plénipotentiaire en Allemagne, avec un pouvoir absolu sur les territoires conquis par les armées suédoises pendant la première phase de la guerre de Trente Ans[11].
- 24 février : Ladislas IV Vasa bat les russes devant Smolensk[12].
- 19 avril : renouvellement de l’alliance franco-suédoise[13].

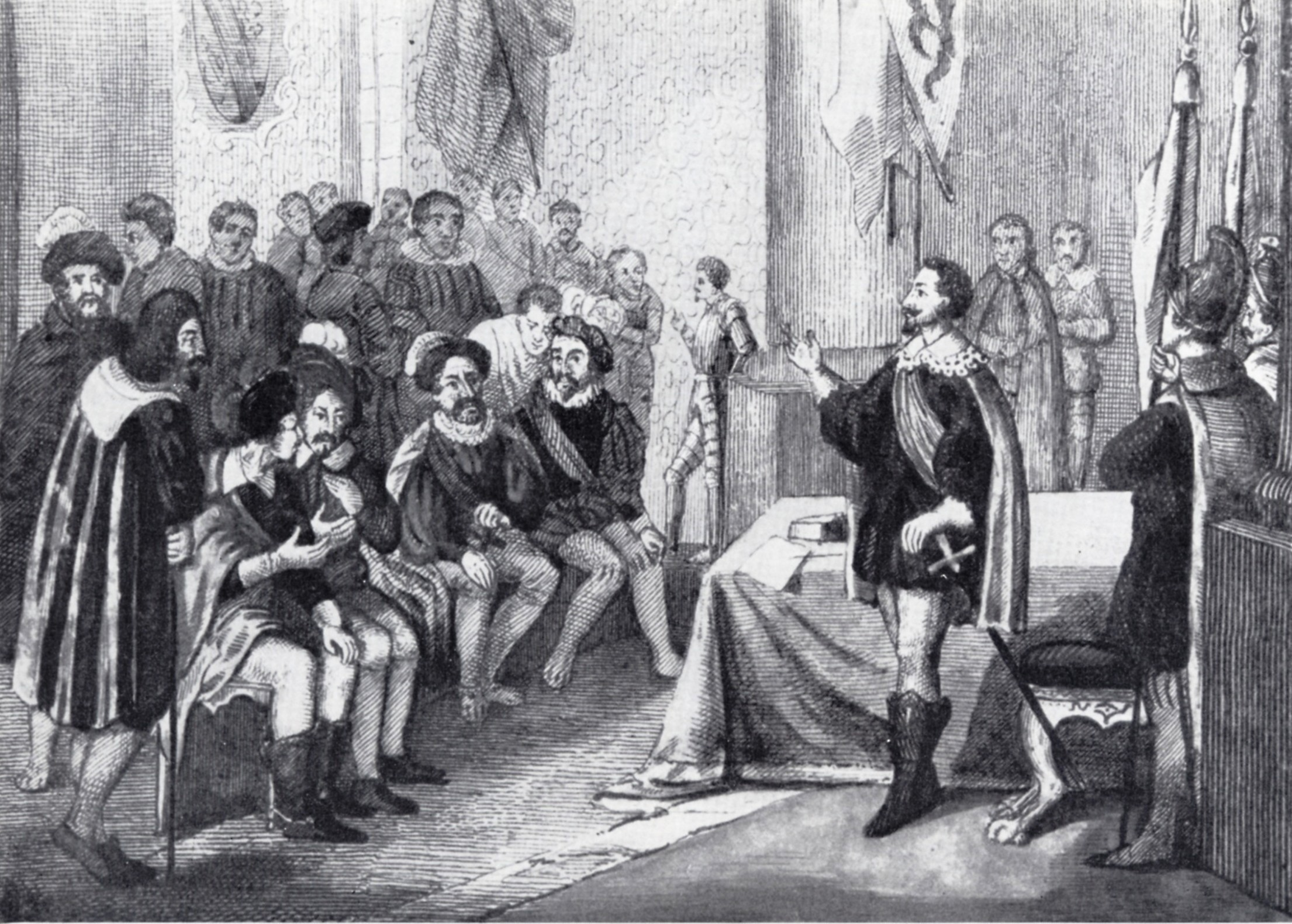
10 mars-3 mai : congrès de Heilbronn. Alliance de la France avec la Suède, Wallenstein et de nombreux princes allemands contre l’empereur.

- 23 avril : Confédération protestante d’Heilbronn. Alliance de la Suède et des princes allemands contre l’empereur[12].
- 19 mai : Wallenstein quitte Jičín pour envahir la Silésie[12].
- 7 juin : Wallenstein, qui a reçu le pouvoir de l’empereur de désigner le généraux et de conclure les traités, négocie un armistice en Silésie avec Arnim, général de l’électeur de Saxe. La trêve est renouvelée le 22 août[12],[14].
- 18 juin[15] : Charles Ier Stuart, roi d'Angleterre est couronné roi d'Écosse à Édimbourg selon le rituel anglican, et veut qu’il soit appliqué dans tout le royaume.
- 22 juin : Galilée est condamné à la prison à vie par le tribunal de l’Inquisition et son dialogue sur les deux grands systèmes du monde est interdit. Il prononce également la formule d'abjuration que le Saint-Office avait préparée, reniant ses idées coperniciennes. Sa peine est immédiatement commuée en assignation à résidence par Urbain VIII[16].

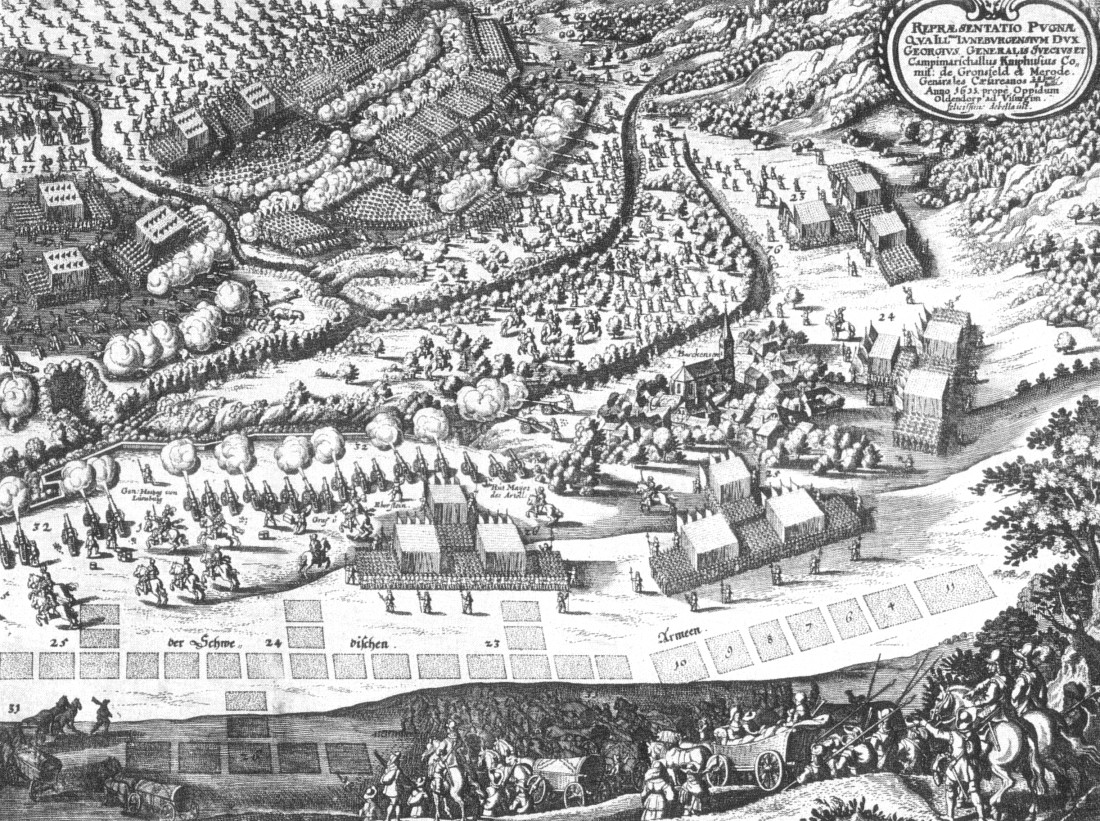
8 juillet : bataille de Hessisch-Oldendorf

- 8 juillet : victoire des troupes suédoises et de Hesse-Cassel sur les Impériaux à la bataille de Hessisch-Oldendorf[12].
- 25 juillet : Thomas Wentworth devient lord lieutenant d’Irlande (fin en 1639)[17]. Il gouverne l’Irlande en tyran et ne réunit le Parlement de Dublin qu’une seule fois en 1634-1635. Il développe la politique de plantation en encourageant l’émigration écossaise (40000 immigrants en 1640) et en l’étendant aux autres comtés. Il favorise le laudisme, ce qui lui attire l’hostilité des catholiques comme des puritains.
- 29 juillet : Bernard de Saxe-Weimar devient duc de Franconie[13].
- 6 août : William Laud est nommé archevêque de Cantorbéry[18] (fin en 1645). Il cherche à restaurer l’autorité sacerdotale des prêtres et des évêques et à rétablir les rites antérieurs. Il se heurte aux presbytériens. Les prêtres réfractaires sont congédiés, les églises doivent décorer l’autel et les dissidents subissent la mutilation (cf. laudianisme et arminianisme dans l'Église d'Angleterre).
- 22 août : les troupes de Louis XIII assiègent Nancy[19].
- Septembre : levée du siège de Smolensk, assiégée depuis onze mois par Michel III de Russie. Les Russes sont mis en déroute par l'armée Polonaise et capitulent le 1er mars 1635[20].
- 25 septembre : entrée de Louis XIII dans Nancy. Occupation du duché de Lorraine par la France[19].
- 1er octobre : le patriarche de Moscou Philarète (Fédor Romanov) meurt. Le tsar restitue ses pouvoirs au zemski sobor, convoqué à chaque crise grave[21].
- 18 octobre : victoire de Wallenstein sur les Suédois à Steinau sur l'Oder. Wallenstein reconquiert la Silésie[22].
- 22 octobre, Gottorp : départ de l’Allemand Adam Olearius en Russie. Il atteint Moscou le 14 août 1634. Il traverse à nouveau la Russie lors d’une mission en Iran (1635-1639). Il fera le récit de ses voyages (1643)[23].
- 7-15 novembre : Bernard de Saxe-Weimar assiège et prend Ratisbonne, puis se dirige vers l'Autriche[13].
- 11 novembre : Wallenstein quitte Görlitz pour défendre l'Autriche[13].
- 21 novembre : Bernard de Saxe-Weimar prend Straubing et arrive près de Passau[13].
- Novembre : mutineries dans l'armée suédoise (fin en janvier 1634)[12].
- 8 décembre : Wallenstein quitte Pilsen et marche sur Straubing ; Bernard de Saxe-Weimar retourne à Ratisbonne pour éviter d'être encerclé[13].
- Pierre Mohila (1596-1646), nouveau métropolite de Kiev, organise un foyer pour la Contre-Réforme orthodoxe[24].
- Russie : fondation de l’école du Tchoudov monastyr (en) (monastère du Miracle de l’Archange Saint-Michel au Kremlin) sous le patriarche de Moscou Philarète[25].

## Naissances en 1633
- 20 février : Jan de Baen, peintre néerlandais († 8 mars 1702).
- 23 février : Samuel Pepys, fonctionnaire de la Marine et écrivain anglais († 26 mai 1703).
- 1er mars : Yi Seo-woo, homme politique, écrivain et philosophe néoconfucianiste coréen de la dynastie Joseon († 14 octobre 1709).
- 26 mars : Mary Beale, peintre anglaise († 1699).
- 19 avril : Willem Drost, peintre et imprimeur néerlandais († 25 février 1659).
- 20 avril : Go-Komyo, empereur du Japon († 30 octobre 1654).
- 1er mai : Vauban, architecte militaire de Louis XIV († 30 mars 1707).
- 1er juin : Geminiano Montanari, astronome italien († 13 octobre 1687).
- 16 juin : Jean de Thévenot, voyageur et scientifique français.
- 19 juin : Philipp van Limborch, théologien protestant hollandais († 1712).
- 1er juillet : Johann Heinrich Heidegger, théologien suisse († 18 juillet 1698).
- 8 septembre : Giovanni Clericato, théologien italien († 29 décembre 1717).
- 14 octobre : Jacques II, futur roi d'Angleterre († 16 septembre 1701).
- 19 octobre : Benedetto Gennari le Jeune, peintre italien de l'école de Bologne († 9 décembre 1715).
- 3 novembre : Bernardino Ramazzini, physicien italien († 5 novembre 1714).
- 11 novembre : George Savile, 1er marquis de Halifax, écrivain et homme d'État anglais († 5 avril 1695).
- ? décembre : Willem van de Velde le Jeune, peintre de marine néerlandais († 6 avril 1707).
- Date précise inconnue :
  - Agostino Bonisoli, peintre baroque italien († 1700).
  - Juan Antonio de Frías y Escalante, peintre espagnol († 1669).
  - Hendrik Herregouts, peintre baroque flamand de l'école d'Anvers († 1704).
  - Johannes Leemans, peintre néerlandais († 1688).
  - Frederik de Moucheron, peintre néerlandais († 2 janvier 1686).
  - Henri Bernardin de Picquigny, théologien capucin français († 8 décembre 1709).
  - Isaac Sailmaker, peintre de marine néerlandais († 28 juin 1721).

## Décès en 1633
- 16 janvier : Charles de Rambures, capitaine de guerre français (° 1572).
- 23 janvier : Miguel Chijiwa, diplomate japonais (° vers 1569).
- 9 février : Henriette d'Entragues, marquise de Verneuil, maîtresse du roi de France Henri IV (° 1579).
- 20 février : Nathan Field, acteur et dramaturge anglais (° 1587).
- 28 février : Ishin Sūden, moine japonais Zen Rinzai (° 1569).
- 5 mars : Satake Yoshinobu, daimyo japonais de l'époque Azuchi Momoyama et du début de l'époque d'Edo (° 17 août 1570).
- 15 mars : Giovanni Antonio Scaramuccia, peintre baroque italien (° vers 1570).
- 18 mars : Giovanni Laurentini, peintre maniériste italien (° vers 1550).
- 21 mars : Wolfgang-Ernest Ier d'Isembourg-Büdingen-Birstein, comte allemand (° 29 décembre 1560).
- 25 mars : Boëtius Adams Bolswert, graveur néerlandais (° vers 1580).
- 3 avril : George Herbert, poète métaphysique anglais (° 3 avril 1593).
- 4 avril : Pieter Lastman, peintre et graveur néerlandais (° 1583).
- 21 avril : Scipione Dentice, compositeur et claviériste italien (° 29 janvier 1560).
- ? avril : Francis Godwin, évêque et écrivain anglais (° 1562).
- 11 mai : Catherine de Clèves, comtesse d'Eu, veuve de Henri de Lorraine, dit « le Balafré », duc de Guise, et mère de Louis III, cardinal de Guise (° 1548).
- 16 mai : Madeleine de Nassau-Dillenbourg, fille de Guillaume de Nassau-Dillenbourg et de sa seconde épouse, Juliana de Stolberg (° 15 décembre 1547).
- 18 mai : Terazawa Hirotaka, daimyo du début de l'époque d'Edo (° 1563).
- 23 mai : Joannes Mattaeus Caryophyllis, prélat catholique, archevêque d’Iconium (° 1565).
- 31 mai : Gilles De Coninck, prêtre jésuite, théologien moraliste et écrivain des Pays-Bas méridionaux (° 16 décembre 1571).
- 9 juin : Marine d'Escobar, religieuse espagnole (° 8 février 1554).
- 14 juin : Christian de Schleswig-Holstein-Sonderbourg, premier et le seul duc de Ærø (° 26 novembre 1570).
- 15 juin : Alonso de Ledesma, poète espagnol (° 2 février 1562).
- ? juin : Alessandro Orologio, compositeur et musicien italien (° vers 1555).
- 5 juillet : Marguerite d'Autriche, princesse de la maison des Habsbourg (° 25 janvier 1567).
- 7 juillet : Lew Sapieha, grand secrétaire du grand-duché de Lituanie, grand clerc, grand chancelier de la Cour, grand chancelier de Lituanie, voïvode de Vilnius, grand hetman de Lituanie (° 14 avril 1557).
- 16 juillet : Jean-Casimir de Saxe-Cobourg, duc de Saxe-Weimar-Cobourg (° 12 juin 1564).
- 22 juillet : Jean Morel, poète latiniste français (° 3 mai 1539).
- 23 juillet : Hugh Holland, poète gallois (° 1569).
- 1er août : Daniel Tilenus, théologien protestant (° 4 février 1563).
- 5 août : George Abbot, évêque et archevêque anglais (° 19 octobre 1562).
- 10 août : Anthony Munday, séminariste, acteur, page du comte d'Oxford, espion, poète, dramaturge et traducteur anglais (° 13 octobre 1560).
- 12 août : Jacopo Peri, compositeur italien (° 20 août 1561).
- 30 août : Madeleine de Clèves, cinquième enfant du duc Guillaume de Clèves de Juliers-Clèves-Berg et de Marie d'Autriche, fille de l'empereur Ferdinand Ier (° 2 novembre 1553).
- 8 septembre : Carlo Carafa, prêtre italien (° 1561).
- 22 septembre : Giovanni Matteo Adami, prêtre jésuite italien (° 17 mai 1576).
- 30 septembre : Hatsu, important personnage de la fin de la période Sengoku (° 1570).
- 1er octobre : Fédor Romanov, boyard russe (° 1553).
- 2 octobre : Scipione Borghese, cardinal italien, collectionneur d'art et mécène (° 1er septembre 1577).
- 20 octobre : Jean Le Clerc, peintre d'histoire baroque caravagesque (° août 1586).
- 21 octobre : Jean van Malderen, évêque d'Anvers, professeur de philosophie et recteur de l'Université de Louvain (° 14 août 1563).
- 25 octobre : Jehan Titelouze, organiste et compositeur français (° vers 1563).
- 26 octobre : Horio Tadaharu, daimyo japonais (° 1596).
- 3 novembre : Lucio Massari, peintre italien de l'école bolonaise (° 22 janvier 1569).
- 7 novembre : Cornelis Drebbel, inventeur hollandais (° 1572).
- 8 novembre :
  - Christian de Brunswick-Lunebourg, duc de Brunswick-Lunebourg et prince de Lunebourg (° 9 novembre 1566).
  - Adam Steigleder, compositeur et organiste allemand (° 19 février 1561).
- 14 novembre : William Ames, philosophe anglais (° 1576).
- 1er décembre : Isabelle-Claire-Eugénie d'Autriche, gouverneur des Pays-Bas espagnols (° 12 août 1566).
- 7 décembre : Jan de Wael I, peintre et graveur flamand (° 1558).
- 22 décembre : Jean de Cambolas, juriste français (° vers 1565).
- 26 décembre : Jakob Bartsch, mathématicien, astronome et médecin allemand (° 1600).
- Date précise inconnue :
  - Pétros Arkoúdios, prêtre catholique grec (° 1562 ou 1563).
  - Alessandro Bardelli, peintre italien (° 1583).
  - Arent van Bolten, sculpteur, dessinateur, designer et orfèvre néerlandais (° 1573).
  - Girolamo Carafa, général italien (° 1564).
  - Scipione Cerreto, musicologue italien (° 1551).
  - Charles Le Pois, médecin lorrain (° 1563).
  - Georges Maigret, augustin et écrivain wallon (° 1573).
  - Élisabeth Miron, épouse de Pierre L'Hermite (° 25 juin 1565).
  - Bernhard Paludanus, médecin et collectionneur néerlandais (° 28 octobre 1550).
  - Guillaume de Saulx, militaire français (° 1553).
  - Xu Guangqi, ministre, mathématicien et astronome à la cour impériale de Chine (° 1562).
- Vers 1633 :
  - Robert Browne, théologien anglais (° vers 1550).
  - Zhao Zuo, peintre chinois (° vers 1570).
- 1632 ou 1633 :
  - Michel Jacobsen, corsaire dunkerquois et vice-amiral pour le compte du roi d'Espagne (° 1560).
- 1633 ou 1635 :
  - Jacques Boyceau, intendant des jardins du roi Henri IV, de la reine Marie de Médicis, puis du roi Louis XIII (° vers 1560).